# Alexanderina
Alexanderina es un género de foraminífero bentónico de la subfamilia Pseudoparrellinae, de la familia Pseudoparrellidae, de la superfamilia Discorbinelloidea, del suborden Rotaliina y del orden Rotaliida. Su especie tipo es Alexanderina viejoensis. Su rango cronoestratigráfico abarca el Holoceno.

## Clasificación
Alexanderina incluye a la siguiente especie:
- Alexanderina viejoensis